# Lucas Tortorelli
Lucas A. Tortorelli (n. Buenos Aires el 27 de febrero de 1908, f. ibidem el 30 de abril de 1978) fue un silvicultor argentino.

## Biografía
Tortorelli egresó como Ingeniero agrónomo de la Universidad de Buenos Aires en 1932, y luego como ingeniero forestal en la École nationale des Eaux et Forêts de Nancy, Francia en 1939. Desde su Tesis de grado, “Estudio organográfico y anatómico de las principales especies arbóreas del país”, volcó su vida al estudio y defensa de los recursos naturales, con especial énfasis en los bosques. 
Profesor Titular de Silvicultura de la Facultad de Agronomía de la UBA hasta 1956. Comenzó su carrera en la Administración Pública Nacional, en 1934 transitando todos los escalafones desde Guardabosque en la Dirección General de Tierras y Bosques, hasta Administrador, en 1948 de la Administración Nacional de Bosques. 
En 1946, junto con los Ingenieros agrónomos Carlos Flinta y Guillermo Mosquera crean la “Sociedad Forestal Argentina”, hoy Asociación Forestal Argentina. 
En 1948, gracias a la Ley Forestal n.º 13.273, crea la Administración Nacional de Bosques del que fue Administrador hasta 1953, lugar que se aleja para ser designado Director General de Parques Nacionales y en 1958 Presidente del organismo autárquico de Parques Nacionales y Turismo.
En 1973 asume como Subsecretario de Agricultura y luego Secretario de Estado de Recursos Naturales Renovables y Medio Ambiente.
Participó del Congreso Mundial de Bosques en Finlandia en 1949 y en 1972 fue Presidente del Comité Consultivo de la Comisión Nacional Organizadora del VII Congreso Forestal Mundial cuya sede fue la Argentina por primera vez.
Entre 1960 y 1970 ocupó importantes cargos en México, Brasil y Perú y en organismos internacionales como la FAO, y el Banco Interamericano de Desarrollo, en Washington D. C. en 1976. 
Fue asesor de numerosas empresas forestales en el ámbito privado.
En el año 1983 sus hijas donan su biblioteca personal compuesta por valiosos documentos, a la Biblioteca Forestal del Instituto Forestal Nacional, IFONA, que a partir de ese momento lleva su nombre. La Biblioteca Forestal Lucas A. Tortorelli, luego de la disolución del IFONA en 1991, funciona en edificio propio dentro del Ministerio de Agroindustria, y recibió el premio otorgado por la Asociación de Bibliotecarios Graduados de la República Argentina, ABGRA, a la más destacada biblioteca especializada en el año 2009. 
Estuvo casado con Dora Valente, con quien tuvo tres hijas: Mónica Nancy, Cristina Inés y Silvia.

## Condecoraciones
- Comendador del Mérito Agrícola (Francia)
- Gran Oficial de la Orden del León (Finlandia)
- Gran Oficial del Mérito Forestal (México)
- Mérito Científico (México)

- Oficial de la Orden de Río Branco (Brasil)
- Oficial del Mérito Agrícola (España)

## Premios
- "Los Incendios de Bosques en la Argentina" recibió el segundo premio de la Academia Nacional de Ciencias de Argentina en 1941.
- "Maderas y Bosques Argentinos" fue premiado en 1956 por la Academia Nacional de Ciencias de Argentina bajo la presidencia del Dr. Luis Leloir
- Los trabajos “Importancia económica de la explotación racional de los bosques de Araucaria de Neuquén” (1942) y “Los bosques argentinos en la industria del papel de diarios” (1943) obtuvieron un premio establecido por el Centro Argentino de Ingenieros Agrónomos en 1944
- Premio “Perito Francisco Moreno” otorgado por la Sociedad Argentina de Estudios Geográficos, en 1956, por su labor en pos de los recursos naturales
- Primer Premio Nacional de Ciencias Aplicadas y Tecnología de la República Argentina correspondiente al trienio 1956-58